# 圣纳泽尔 (东比利牛斯省)
圣纳泽尔（法語：Saint-Nazaire，法語發音：[sɛ̃ nazɛʁ] ⓘ）是法国东比利牛斯省的一个市镇，位于该省东部，属于佩皮尼昂区。

## 地理
圣纳泽尔（42°40'3"N, 2°59'31"E）面积10.33 平方千米，位于法国奧克西塔尼大區东比利牛斯省，该省份为法国大陆部分最南部的省份，涵盖了北加泰罗尼亚，北起奥德省，西接阿列日省和安道尔，南与西班牙接壤，东临地中海。
与圣纳泽尔接壤的市镇（或旧市镇、城区）包括：鲁西永地区卡内、阿莱尼亚、萨莱耶、卡贝斯塔尼。
圣纳泽尔的时区为UTC+01:00、UTC+02:00（夏令时）。

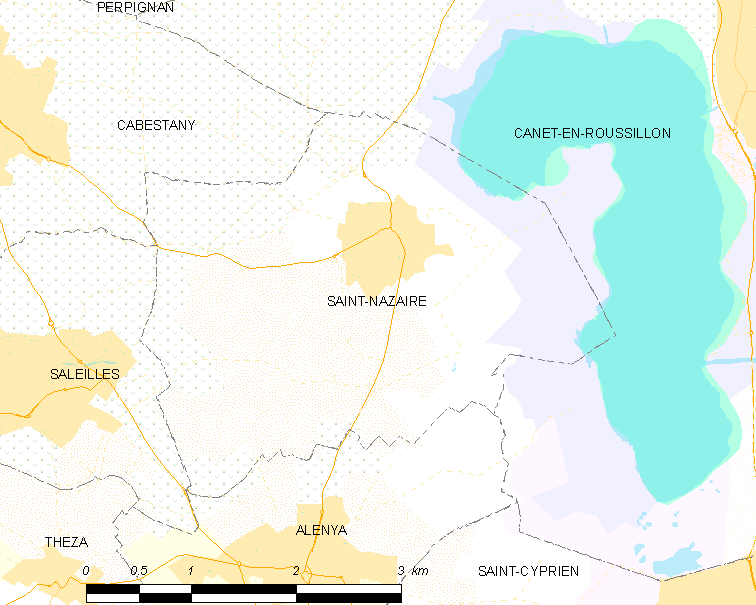
圣纳泽尔的OSM定位图

## 行政
圣纳泽尔的邮政编码为66570，INSEE市镇编码为66186。

## 政治
圣纳泽尔所属的省级选区为沙岸县。

## 人口

1962-2008年间圣纳泽尔人口变化图示

圣纳泽尔于2022年1月1日时的人口数量为2786人。